# Meizu Note 8
Meizu Note 8 — смартфон середнього рівня, розроблений Meizu, що є наступником Meizu M6 Note. Був представлений 25 жовтня 2018 року.

## Дизайн
Передня панель виконана зі скла, а корпус — з алюмінію.
Знизу знаходяться роз'єм microUSB, динамік, мікрофон та 3,5 мм аудіороз'єм, зліва — лоток під 2 SIM-картки, а справа — гойдалка регулювання гучності та кнопка блокування. Сканер відбитків пальців розташований на задній панелі.
Meizu Note 8 продавався в 4 кольорах: чорному, синьому, червоному та рожевому.

## Технічні характеристики

### Апаратне забезпечення
Meizu Note 8 отримав систему на кристалі Qualcomm Snapdragon 632 з графічним процесором Adreno 502. Пристрій має 4 ГБ оперативної пам'яті типу LPDDR3 та 64 ГБ пам'яті постійного зберігання типу eMMC 5.1. На відміну від попередньої моделі, Meizu Note 8 не має підтримки карт пам'яті.
Батарея отримала об'єм 3600 мА·год та підтримку швидкої зарядки mCharge 4 потужністю до 24 Вт.
Пристрій має 6-дюймовий дисплей типу IPS LCD з роздільною здатністю Full HD+ (2160 × 1080), співвідношенням сторін 18:9 та щільністю пікселів 402 ppi.
Meizu Note 8 отримав основну подвійну камеру ширококутним об'єктивом на 13 Мп з діафрагмою f/1.9 і фазовим автофокусом dual pixel та сенсором глибини на 5 Мп з діафрагмою f/2.4. Також смартфон має ширококутну фронтальну камеру на 8 Мп з діафрагмою f/2.0. Основна та передня камери вміють записувати відео в роздільній здатності 1080p@30fps.

### Програмне забезпечення
Meizu Note 8 був випущений на Flyme 7.1, що базувалася на Android 8.0 Oreo і пізніше був оновлений до Flyme 8.1 на базі Android 9 Pie. Планувалося, що смартфон отримає Android 10, але за великої кількості проблем оновлення було скасоване.